# チャーリー (2022年の映画)
『チャーリー』（777 Charlie）は、2022年のインドのカンナダ語アドベンチャードラマ映画。キランラージ・Kが監督を務め、ラクシット・シェッティ、サンギータ・シュリンゲーリ、ラージ・B・シェッティ、ダニシュ・サイト、ボビー・シンハー、アニルド・マヘーシュが出演している。孤独な工場労働者とラブラドール・レトリバーの絆と旅を描いている。撮影は2018年6月からCOVID-19パンデミックを挟んだ2021年10月にかけてマハーラーシュトラ州・カルナータカ州・ゴア州・グジャラート州・ラージャスターン州・パンジャーブ州・ヒマーチャル・プラデーシュ州・ジャンムー・カシミール連邦直轄領で行われた。
2022年6月10日に公開され、キャスト（ラクシット・シェッティとラブラドール・レトリバーのチャーリー）の演技、脚本、演出が高い評価を得ている。また、興行収入も10億5000万ルピーを記録するヒット作となり、第69回国家映画賞ではカンナダ語長編映画賞を受賞している。

## ストーリー
ある日、多くの犬を虐待している悪徳ブリーダーの元からラブラドール・レトリバーのメスの子犬が逃げ出し、逃避行の果てにマイスールのチンマイ団地にたどり着き、住民のダルマと出会った。ダルマは団地の住民たちと馴れ合うことを避け、不愛想な態度から住民たちから恐れられていた。彼は自動車整備工場で働き、帰宅すれば酒と煙草をたしなみ、チャールズ・チャップリンの作品を観ながら過ごしており、幼少期に犬の飛び出しが原因で起きた交通事故で両親と妹を喪って以来、他人とかかわることを避けて孤独に生きていた。そんな中、団地で開催された音楽イベントの騒音に激怒したダルマが会場に殴り込んで楽器を破壊するが、会場に迷い込んでいた子犬は彼を見つけて自宅までついていく。子犬はダルマが食べ残したイドゥリを食べて暮らすようになるが、ダルマの後を追いかけた際にバイクにはねられて重傷を負ってしまう。見かねたダルマは子犬を動物病院に連れていき、アシュウィン・クマール医師から引き取り手を探すまでの間、子犬を預かるように指示される。子犬との生活を始めたダルマは次第に子犬を可愛がるようになり、チャールズ・チャップリンにちなんで「チャーリー」と名付け、隣家の少女アドリカと共にチャーリーの世話をするようになる。
ダルマの心境の変化を知らないアシュウィンが約束通り引き取り手を見つけてチャーリーを引き渡すが、ダルマはチャーリーを取り戻して再び一緒に暮らすようになった。そんな中、チャーリーが意識を失い、ダルマはアシュウィンの元に連れていき、そこでチャーリーが癌（血管肉腫）を患い長く生きれないこと、原因は悪徳ブリーダーによる近親交配と虐待であることを告げられる。絶望したダルマは、チャーリーがテレビに映る雪景色に興味を示す姿を思い出し、チャーリーに本物の雪景色を見せるためヒマーチャル・プラデーシュ州への旅に出ることを決意する。旅に出かけたダルマは、アシュウィンからチャーリーが虐待を受けている動画を受け取り、チャーリーの元の名前が「キートン」であることが判明する。彼はアシュウィンの情報を基に悪徳ブリーダーの居場所を探し出して殴り飛ばし、警察に通報する。一方、以前からダルマに動物虐待の疑いを抱いていた動物愛護委員会メンバーのデーヴィカは、ダルマが悪徳ブリーダーの仲間だと疑い、彼を捕まえるため追跡を始める。ダルマに追いついたデーヴィカだったが、虐待疑惑が誤解だったことを知り、チャーリーのことを聞いた彼女はダルマへの協力を申し出る。ダルマは彼女の紹介で雑誌記者のカルシャン・ロイと出会い、チャーリーの身の上と旅について取材を受けた。その後、パンジャーブ州に向かったダルマとチャーリーは、そこでタミル人愛犬家ヴァムシナダンと愛犬ブラッキーと出会い、数日間彼らと過ごした後、彼の勧めでドッグショーに参加して観客と競技者からコンビネーションを絶賛される。
旅費と食料が尽きたダルマはバイクを売却して徒歩で旅を続けるが、次第にチャーリーの病状が悪化していき僧院でチャーリーを介抱するが、そこでチャーリーがブラッキーとの子供を妊娠していることが判明する。ダルマはチャーリーを連れてバスで旅を続けるが、途中で土砂崩れが発生して旅が続けられなくなってしまう。彼は道路を封鎖するインド軍に先に進みたいと懇願するが、指揮官がカルシャン・ロイの雑誌でダルマの存在を知っていたことから、指揮官の計らいでジャンムー・カシミール連邦直轄領に移動する部隊への同行を許可される。カシミールに到着したダルマはチャーリーを雪山に連れていき、念願だった雪景色をチャーリーに見せて部隊の駐屯地に戻るが、翌朝にチャーリーが駐屯地からいなくなっていたことに気付く。ダルマはチャーリーを探して再び雪山に向かい、山中の寺院でチャーリーを発見し、彼の側でチャーリーは息を引き取った。悲しみに暮れるダルマだったが、寺院の中から生まれたばかりの子犬を発見し、自分のためにチャーリーが子供を残してくれたのだと気づき、子犬を連れてマイスールに帰郷する。
数か月後、ダルマはチャーリーの名前を冠した動物愛護センターを設立し、デーヴィカやアドリカ、団地の住民たちから祝福を受ける。センターの敷地にはチャーリーの銅像が建てられ、ダルマはチャーリーとの旅のことが書かれた雑誌の記事を見つめる。ダルマは子犬に母親と同じく「チャーリー」と名付け、一緒に暮らす姿が描かれ物語は幕を閉じる。

## キャスト
※括弧内は日本語吹替
- チャーリー（キートン） - チャーリー（ラブラドール・レトリバー）
- ダルマラージ・ダッタナ（ダルマ） - ラクシット・シェッティ[7]（峰晃弘）
- デーヴィカ・アラディヤ - サンギータ・シュリンゲーリ（英語版）（新田恵海）
- アシュウィン・クマール - ラージ・B・シェッティ[8]（高橋ちんねん）
- カルシャン・ロイ - ダニシュ・サイト（英語版）[9]
- アドリカ - シャルヴァリ（引坂理絵）
- ヴァムシナダン - ボビー・シンハー[10]（佐々木祐介）
- 屋台の店主 - H・G・ソーマシェーカル・ラーオ（英語版）
- 屋台の店主の妻 - バールガヴィ・ナーラーヤン（英語版）
- クリパカル - ゴーパーラクリシュナン・デシュパンデ
- ウッタム - アニルド・マヘーシュ
- インド軍将校 - ヴィジャイ・ヴィクラム・シン（英語版）
- マンジュ - サルマーン・アフメド
- ダルマの隣人 - ベンガルール・ナーゲーシュ
- ヴィッキー - ダンラージ・シヴァクマール
- ホテル・オーナー - キランラージ・K（カメオ出演）

## 製作

### 企画
2017年9月にラクシット・シェッティは新作映画『チャーリー』の製作を発表し、自身が経営するパランヴァ・スタジオが製作を手掛けることも明かされた。監督には『Ricky』『Kirik Party』でラクシット・シェッティのアシスタントを務めたキランラージ・Kが就任し、彼にとって『チャーリー』が長編映画監督デビュー作となる。ラクシット・シェッティによると、『チャーリー』の脚本は「カンナダ語映画史上類を見ないもの」になっており、彼はプロデューサーを務めることになった。また、キランラージ・Kによると、複数のシーンで彼自身の実体験を元にしたエピソードが挿入されているという。2018年6月に入り、ドッグトレーナーのB・C・プラモードはチャーリーと主人公の関係をリアルで説得力のある描写にするため、チャーリー役に選ばれた3匹のラブラドール・レトリバーの訓練を開始し、3週間後に訓練が終了した。

### キャスティング
当初、ラクシット・シェッティは『Kirik Party』で共演したアラヴィンド・アイヤルを主人公ダルマ役に起用しており、その理由について「このキャラクターは自動車整備工場で働き、無骨な要望をしており、近所の子供たちから怖がられている。まさにアラヴィンドにピッタリの役だと思い、彼に声をかけたんです」と語っている。しかし、製作に遅れが生じる中、『Bheemasena Nalamaharaja』の撮影スケジュールと重なったことで、2018年2月にアラヴィンド・アイヤルが『チャーリー』を降板したため、代わりにラクシット・シェッティがダルマ役を演じることになった。同年5月にはヒロイン役のオーディション開催を発表し、応募者2700人の中からサンギータ・シュリンゲーリが選ばれた。このほかにラージ・B・シェッティ、ダニシュ・サイト、シャルヴァリ、プラーンニャー・P・ラーオが出演しており、2020年11月にはタミル語映画俳優のボビー・シンハーがカメオ出演することが発表された。

### 撮影
2018年6月8日からマンガルールで主要撮影が始まり、ラクシット・シェッティは『Avane Srimannarayana』と並行して撮影に参加した。また、主要スタッフとしてノビン・ポール（音楽監督）、アルヴィンド・S・カシャプ（撮影監督）、プラティーク・シェッティ（編集技師）が製作に参加している。映画冒頭のシーンをマンガルールで撮影したのはキランラージ・Kの発案であり、その理由について「チャーリーはあちこちを逃げ回り、最後に魚市場にたどり着くんです。このシーンには州内のどこにもない魚市場が必要だったので、そこでマンガルールをロケ地に選んだのです」と語っている。撮影チームはサクルシュプールでいくつかのシーンを撮影した後、マイスールとベンガルールに移動してラクシット・シェッティの登場シーンを撮影した。同年9月に撮影スケジュールを終えたラクシット・シェッティは『Avane Srimannarayana』の撮影に戻ったため、『チャーリー』の撮影は一時中断することになった。
2019年3月からマイスールで撮影が再開され、同地の古い家屋を利用してダルマの自宅シーンが撮影された。撮影は30日間の予定で、当初の計画では『Avane Srimannarayana』と同じ年に公開することになっていた。その後はダンデリ野生生物保護区で複数のシーンを撮影し、同年12月には『Avane Srimannarayana』が先に公開され、ラクシット・シェッティは2020年1月から北インドで主要シーンの撮影に参加した。ゴア州ではチャーリーとダルマの絆を描く歌曲シーンの撮影が行われ、このほかにマハーラーシュトラ州、グジャラート州、ラージャスターン州、パンジャーブ州でも撮影が行われた。同年3月までに100日間の撮影スケジュールが終了したが、COVID-19パンデミックの影響を受けて再び撮影が中断された。
2020年10月から撮影が再開され、ベンガルールとコダイカナルで撮影が行われた。その後はヒマーチャル・プラデーシュ州とカシミールでロケーション・ハンティングを行い、11月20日から撮影が始まった。ラクシット・シェッティは12月第1週からカシミールでの撮影に参加したものの、天候不順のため撮影が2021年1月まで中断され、同月27日に撮影は終了している。6月にキランラージ・Kはコメントを出し、合計撮影日数は160日間を記録しており、エンドクレジットの映像が撮影待ちの状態であることを明かした。10月25日にすべての撮影が終了した。

### ポストプロダクション
2021年1月29日からポストプロダクションが始まり、この時点で撮影の9割が終了していた。また、COVID-19パンデミックに伴う都市封鎖期間中の2020年8月から背景音楽の作曲作業が始まった。2021年3月からはラクシット・シェッティの吹き替え作業も始まり、9月時点で7割の吹き替えが完了したことが明かされた。『チャーリー』はインド全域での公開を予定していたため、50人以上のキャラクターを5言語で吹き替えするために200人以上の声優が起用されており、キランラージ・Kは吹替版について「『チャーリー』の他言語版が、いわゆる"吹替映画"に感じられることはなく、それぞれの言語圏の空気感と信憑性を確保できていると確信している」とコメントしている。彼はポストプロダクション終了後、『チャーリー』が2021年12月に公開されることを発表した。

### 音楽
映画音楽とサウンドトラックの作曲は、ノビン・ポールが手掛けている。

## 公開

### 劇場上映
2021年5月にキランラージ・Kは『チャーリー』の公開について「予算や製作規模、そして汎インド的なアプローチを考えると、『チャーリー』がOTTサービスで配信されるとは言い難い。この映画の製作は私たちにとって非常に大きな負担でしたが、チームの全員が、大きなスクリーンで観客に観てもらえることを願っています。そして、ワクチン接種の促進とパンデミック収束に向けた政府のアプローチによって、観客が劇場で映画を鑑賞できるようになることに期待を寄せています」と語っている。当初、ラクシット・シェッティの主演作『Kirik Party』『Avane Srimmannarayana』がいずれも12月の最終週に公開され成功を収めたことから、『チャーリー』の公開時期も12月最終週を計画していた。2021年6月に試写会で複数のシーンを見たプリトヴィラージ・スクマーランは、自身が経営するプリトヴィラージ・プロダクションを通じて『チャーリー』のマラヤーラム語吹替版の配給権を取得しており、同時期にはカールティク・スッバラージのストーン・ベンチ・フィルムズが、タミル語吹替版の配給権を取得している。同年9月に製作会社は『チャーリー』の公開日が12月31日に決定したことを公表したが、公開日の数週間前にはプレミア上映の延期が発表された。
2022年6月2日にデリー・アムリトサルで限定上映された後、6月6日にジャイプル・ムンバイ・コーチ・チェンナイ・プネー、同月7日にハイデラバード・アフマダーバード・ナーグプル・ソーラープル・ティルヴァナンタプラム・ヴァーラーナシー・コーヤンブットゥールでも上映された。同月10日から全国上映が始まり、ヒンディー語・テルグ語・タミル語・マラヤーラム語吹替版も同時に公開されている。海外ではロシア語・中国語吹替版の公開が検討され、2024年6月28日には日本でも公開された。また、キランラージ・Kはロシア・台湾・ラテンアメリカ・イタリア・ドイツの複数の製作会社に吹き替え版の製作権利を売却したことを明かしている。

### ホームメディア
2022年7月29日からヴォート・セレクトでデジタル配信が始まった。9月30日からはAmazon Prime Videoでヒンディー語版・タミル語版・テルグ語版・マラヤーラム語版の配信が開始し、2024年4月19日からはヒンディー語版の無料配信が始まった。

### 反響
『チャーリー』の公開後、ラブラドール・レトリバーの需要が高まったといわれている。これについて専門家や活動家は「一時的な感情に任せて突発的にペットを飼うべきではない」と警鐘を鳴らしており、「急激な需要増加によって非倫理的な交配・繁殖が行われ、映画で取り上げられた問題が引き起こされる結果になる」と指摘している。このほか、映画の影響を受けてマンガルール警察に配置された探知犬が「チャーリー」と名付けられている。

## 評価

### 興行収入
『チャーリー』は木曜日のプレミア上映で1100万ルピーの興行収入を記録し、公開初日の興行収入は4900万ルピーから6270万ルピーの間と報じられた。公開2日目の興行収入は6250万ルピーから7870万ルピーの間と報じられ、公開3日目の興行収入は7500万ルピー、9500万ルピー、1億10万ルピーと複数のメディアで報じられた。したがって、公開初週末の興行収入は1億9750万ルピー、2億ルピー、2億3500万ルピー、2億4150万ルピー、2億7000万ルピーとそれぞれメディアによって記録が異なっている。公開5日間の累計興行収入は3億2700万ルピーから3億5000万ルピーの間となっており、ケララ州では公開6日間の興行収入が2100万ルピーを記録し、同州で公開されたカンナダ語映画の中で歴代3位の興行成績となった。公開6日間の累計興行収入は3億5700万ルピーを記録し、公開第1週の興行収入は3億8650万ルピー、3億8900万ルピー、4億7250万ルピーとそれぞれメディアによって記録が異なっている。公開8日間の興行収入は5億100万ルピーと報じられており、このうちカルナータカ州が3億6000万ルピー、テルグ語圏（アーンドラ・プラデーシュ州、テランガーナ州）が2000万ルピー、ケララ州が2億2500万ルピー、タミル・ナードゥ州が1000万ルピー、そのほかの州・地域が2000万ルピー、海外市場が6850万ルピーとなっている。公開10日間の累計興行収入は5億750万ルピーから5億3100万ルピーの間であり、ケララ州では公開12日間で3000万ルピーの興行収入を記録している。また、公開12日間の累計興行収入は7億5000万ルピー、公開17日間の累計興行収入は9億ルピーとなっている。ケララ州では公開17日間で4050万ルピーの興行収入を記録し、公開24日間の興行収入は4500万ルピーとなっている。公開22日間の累計興行収入は9億5000万ルピーを記録しており、公開25日目にはラクシット・シェッティが全媒体（劇場、デジタル配信、衛星放送、音楽、リメイク権）の収益が15億ルピーを越え、このうち劇場からの収益が10億ルピーを記録していることを明かした。公開30日目にはテルグ語・タミル語吹替版がそれぞれ4000万ルピー、マラヤーラム語吹替版が5500万ルピー、ヒンディー語吹替版が7000万ルピーの興行収入を記録している。『ザ・タイムズ・オブ・インディア』は映画の累計興行収入が10億ルピーを越えたと報じ、オリッサTVは公開60日間の累計興行収入を10億5720万ルピーと報じた。最終的な興行収入は10億5000万ルピーとなっている。

### 批評
『インディア・トゥデイ』のグレース・シリルは4/5の星を与えて「『チャーリー』は感情的で楽しく、そして感動的なシーンがあふれている」と批評し、『デカン・ヘラルド』のティーナー・サーラー・アニーンも4/5の星を与えて「『チャーリー』は一味違うファミリー映画であり、この映画がカンナダ語映画に健全な影響を与えることを願ってやまない」と批評している。また、『サクシ・ポスト』も4/5の星を与えて「ラクシット・シェッティの『チャーリー』はジェットコースターのような感動作だ」と批評し、『ザ・タイムズ・オブ・インディア』のアルチカ・クラーナーは3.5/5の星を与えて「『チャーリー』はラクシット・シェッティのファンにとっても、ペットの里親問題という重要なメッセージを提起したい人たちにとっても大変喜ばしい作品だ。映画には心と魂が込められ、ラストシーンでは涙を禁じ得ないだろう」と批評している。『コイモイ』のシュバーム・クルカルニーも3.5/5の星を与えて「『チャーリー』は、観客に疑念と心からの笑顔、そして涙を見せるために作られた映画だ」と批評し、『ファーストポスト』のラタ・シュリーニヴァーサンも3.5/5の星を与えて「キランラージ・Kの『チャーリー』は、このごろ感じることのなかった感情を呼び起こす映画であり、正直なところ、とてもよい気持ちにさせてくれた」と批評している。『ザ・クイント』のサウンダリヤー・アティムトゥも「たとえペット愛好家でない人間であっても、『チャーリー』を観賞した後はペット愛好家に変身することでしょう」と映画を絶賛し、『ニュー・インディアン・エクスプレス』のA・シャラダーは3.5/5の星を与えて「『チャーリー』は愛犬家への紛うことなき頌歌であり、キランラージとラクシットは映画を鑑賞することによって、愛犬家でない人であっても、そのスタンスを再認識できるような作品を作り出した」と批評した。『Scroll.in』のナンディニ・ラームナートは「ダルマとチャーリーの旅は目的地が決まっているようだが、映画はそこに到達するまで非常に時間がかかっている」と指摘し、『インディアン・エクスプレス』のマノージュ・クマール・Rは3/5の星を与えて「今年、私たちが観賞した映画は大仰で暴力的な作品ばかりだったが、そんな中でラクシット・シェッティ主演の『チャーリー』は人生の不条理を省みるための静かな体験を与えてくれた」と批評している。

### 受賞・ノミネート
| 映画賞                                  | 授賞日           | 部門                         | 対象                                   | 結果       | 出典            |
| --------------------------------------- | ---------------- | ---------------------------- | -------------------------------------- | ---------- | --------------- |
| 第21回サントーシャム南インド映画賞      | 2022年12月26日   | カンナダ語映画部門主演女優賞 | サンギータ・シュリンゲーリ             | 受賞       | [ 113 ]         |
| 第11回南インド国際映画賞                | 2023年9月15-16日 | 作品賞                       | 『チャーリー』                         | 受賞       | [ 114 ] [ 115 ] |
| 第11回南インド国際映画賞                | 2023年9月15-16日 | 監督賞                       | キランラージ・K                        | ノミネート | [ 114 ] [ 115 ] |
| 第11回南インド国際映画賞                | 2023年9月15-16日 | 主演男優賞                   | ラクシット・シェッティ                 | ノミネート | [ 114 ] [ 115 ] |
| 第11回南インド国際映画賞                | 2023年9月15-16日 | 特別男優賞                   | ラクシット・シェッティ                 | 受賞       | [ 114 ] [ 115 ] |
| 第11回南インド国際映画賞                | 2023年9月15-16日 | 助演男優賞                   | ラージ・B・シェッティ                  | ノミネート | [ 114 ] [ 115 ] |
| 第11回南インド国際映画賞                | 2023年9月15-16日 | 音楽監督賞                   | ノビン・ポール                         | ノミネート | [ 114 ] [ 115 ] |
| 第69回国家映画賞                        | 2023年10月17日   | カンナダ語長編映画賞         | 『チャーリー』                         | 受賞       | [ 116 ]         |
| 第68回フィルムフェア賞 南インド映画部門 | 2024年7月11日    | 作品賞                       | 『チャーリー』                         | ノミネート | [ 117 ]         |
| 第68回フィルムフェア賞 南インド映画部門 | 2024年7月11日    | 監督賞                       | キランラージ・K                        | 受賞       | [ 117 ]         |
| 第68回フィルムフェア賞 南インド映画部門 | 2024年7月11日    | 主演男優賞                   | ラクシット・シェッティ                 | ノミネート | [ 117 ]         |
| 第68回フィルムフェア賞 南インド映画部門 | 2024年7月11日    | 音楽アルバム賞               | ノビン・ポール                         | ノミネート | [ 117 ]         |
| 第68回フィルムフェア賞 南インド映画部門 | 2024年7月11日    | 女性プレイバックシンガー賞   | - アールナ・シェッティ - 「Sahapaati」 | ノミネート | [ 117 ]         |